# هملايا
الهِمَلايا أو الحِمَلايا أو الهِمالِيَة أو الهيمالايا (بالهندستانية: ہِمَالِیَہ) سلسلة جبلية تقع في آسيا، وتفصل سهول شبه القارة الهندية عن هضبة التبت. تحوي على العديد من القمم الأعلى في الأرض، وأعلاها قمة جبل إفرست (8,848 مترًا). حيث تشمل سلسلة جبال الهِملايا أكثر من 50 جبلًا يتجاوز ارتفاع كل منها 7,200 مترًا، وتحوي على 10 قمم من 14 قمة تتجاوز 8,000 مترًا. ويُعتبر جبل أكونكاغوا أعلى قمة جبلية خارج آسيا بارتفاع 6,961 مترًا ويقع في سلسلة جبال الأنديز في أمريكا الجنوبية.
تحد سلسلة جبال الهِملايا من الشمال الغربي سلسلة جبال القراقرم وسلسلة جبال الهندوكوش، ومن الشمال هضبة التبت، ومن الجنوب سهل الكنك الهندي. يمكن تمييز سلسلة جبال الهِملايا عن غيرها من سلاسل الجبال المحيطة بها، إلا أنه في بعض الأحيان قد يشمل مصطلح الهِملايا سلسلة جبال القراقرم أيضا وغيرها من سلاسل الجبال الأخرى في آسيا الوسطى.
تمتد سلسلة جبال الهِملايا في خمسة بلدان آسيوية وهي: النيبال والهند وبوتان والصين وباكستان، حيث تتمتع البلدان الثلاثة الأولى بالسيادة على معظم السلسلة الجبلية. بعض الأنهار الرئيسية في العالم، مثل: نهر السند ونهر الكنك ونهر تسانجبو-براهمابوترا تنبع من الهِملايا، ويعدّ المستجمع المائي المشترك لهذه الأنهار موطنًا لحوالي 600 مليون شخص. لجبال الهِملايا مكانةً كبيرة في ثقافات جنوب آسيا؛ إذ إن العديد من قمم جبال الهِملايا تعدّ ذات قدسية في الديانتين الهندوسية والبوذية.

## جغرافية الهِملايا

سبب تكون الهِملايا

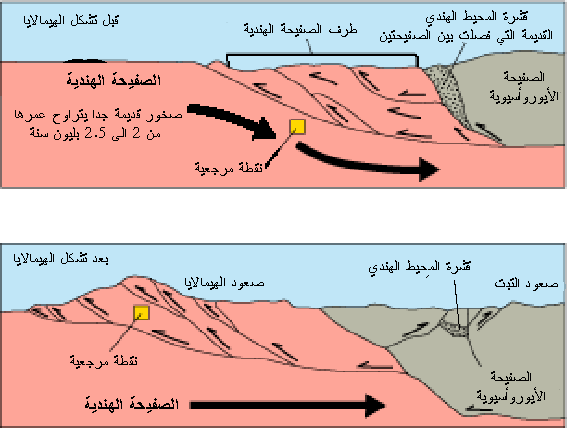
كيف تكون الهِملايا

تمتد سلسلة جبال الهِملايا لمسافة تفوق 2413 كلم وعرضها يتراوح ما بين 250 إلى 300 كم، وارتفاعها يبلغ 8848 م. تتكون سلسلة جبال الهِملايا من ثلاث سلاسل جبلية متوازية شكلت بسبب حركة الصفائح في العصور الجيولوجية القديمة.
أصغر هذه السلاسل تعرف باسم شبه سلسلة جبال الهِملايا (تلال سيوالك في الهند) ويبلغ ارتفاعها 1200 م تقريبا. على موازاة هذه السلسلة تمتد سلسلة جبال الهِملايا المنخفضة التي يتراوح ارتفاعها بين 2000 و5000 م.
أما السلسلة الثالثة والتي يطلق عليها سلسلة جبال الهِملايا المرتفعة فهي الأعلى بين السلاسل الثلاث إذ يصل ارتفاعها إلى ما يفوق 6000 م وتقع شمال السلسلتين السابقتين وتحتوي على عدد هائل من أعلى القمم في العالم مثل قمة إفرست -أعلى قمة في العالم- و  قمة كي 2 و قمة كانشينجانغا.

### الغطاء الحيوي
نمو النباتات على هذه الجبال يتفاوت تبعا لاختلاف الارتفاع والطقس فعلى المنحدرات الجنوبية، تنمو النباتات الاستوائية، مثل أشجار التين والنخيل وتنتشر الغابات النفضية بأشجارها المختلفة كأشجار البلوط، والكستناء والغار في شبه سلسلة الهِملايا. تنتشر في السلسلة المرتفعة الغابات الصنوبرية والتندرا وتوجد فيها أشجار أرز الهِملايا والصنوبر وفي أقصى ارتفاعات السلسلة يتكون خط الثلج الدائم وهو الخط الذي يحدد أقل منسوب للثلج في المنطقة والذي يتجمع فيه الثلج ويبقى فوق الأرض طول العام.
وتنمو أشجار الرودوندرون، على منحدرات الجبال، ويزرع نبات الشاي حتى ارتفاع المنحدر التالي ما يقارب 40كم ارتفاعا لجنوبية، يزرع الأرز والذرة الشامية والدخن، حتى ارتفاع 1800 م. ويزرع القمح والشعير في المناطق الأكثر ارتفاعا.

## جيولوجية المنطقة

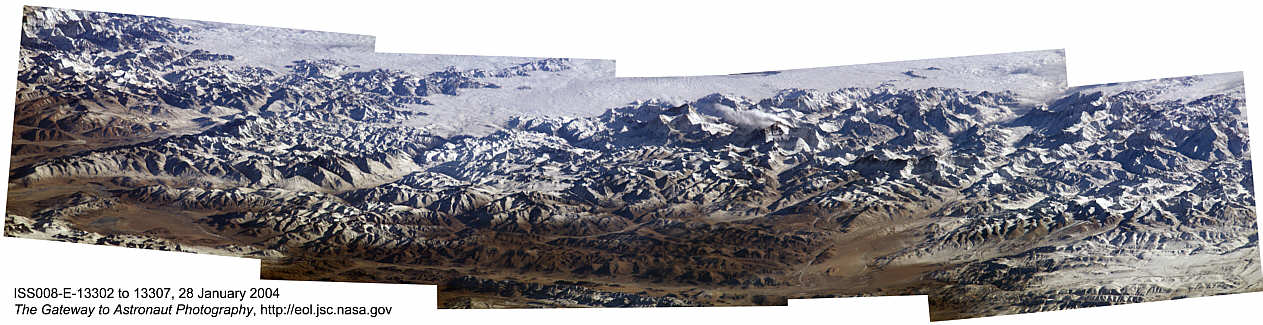
صورة فضائية لجبال الهملايا

مجموعة جبال الهِملايا هي واحدة من أصغر السلاسل الجبلية سناً على كوكب الأرض وتتكون في الغالب من الصخور الرسوبية والمتحولة. وفقا للنظرية الحديثة من تكتونات الصفائح، تشكيلها هو نتيجة الاصطدام القاري على طول الحدود المتقاربة بين لوحة الهند الأسترالية واللوحة الآسيوية. كما تشكلت مرتفعات أراكان يوما في ميانمار وجزر أندامان ونيكوبار في خليج البنغال نتيجة لهذا الاصطدام.
خلال العصر الطباشيري العلوي، قبل نحو 70 مليون سنة، كانت الصفيحة الهندية الأسترالية تتحرك شمالا (التي انشقت بعد ذلك إلى الصفيحة الهندية والصفيحة الأسترالية) في حوالي 15 سم في السنة. قبل حوالي 50 مليون سنة، أغلقت هذه اللوحة الهندية الأسترالية بسرعة تيثيس أوشن، التي تم تحديد وجودها عن طريق الصخور الرسوبية التي استقرت على قاع المحيط، والبراكين التي هبطت حوافها. ولما كانت كلتا الصفائح تتكون من قشرة قارية منخفضة الكثافة، فإنها كانت متقلبة ومطوية في سلاسل جبلية بدلا من أن تندرج تحت الوشاح على طول خندق محيطي. وهناك حقيقة كثيرا ما تستخدم لتوضيح هذه العملية هي أن قمة جبل ايفرست مصنوعة من الحجر الجيري البحري من هذا المحيط القديم.
اليوم، لا تزال لوحة الهندي مدفوعة أفقيا في هضبة التبت، مما يجبر الهضبة على مواصلة التحرك صعودا. ولا تزال الصفيحة الهندية تتحرك عند 67 مم في السنة، وعلى مدى السنوات ال 10 ملايين المقبلة سوف تسافر نحو 1500 كم في آسيا. ويتم استيعاب حوالي 20 ملم سنويا من التقارب بين الهند وآسيا من خلال الدفع على طول الجبهة الجنوبية لجبال الهِملايا. وهذا يؤدي إلى ارتفاع جبال الهِملايا بنحو 5 ملم في السنة، مما يجعلها نشطة جيولوجيا. حركة اللوحة الهندية في اللوحة الآسيوية أيضا يجعل هذه المنطقة نشطة زلزاليا، مما يؤدي إلى الزلازل من وقت لآخر.